# بانک اطلاعات فیلم‌های کره‌ای
بانک اطلاعات فیلم‌های کره‌ای (انگلیسی: Korean Movie Database; کره‌ای: 한국영화 데이터베이스) که به اختصار «KMDb» هم گفته می‌شود، یک بانک اطلاعات اینترنتی در کره جنوبی است که اطلاعاتِ جامعی دربارهٔ سینمای کره، انیمیشن، هنرپیشگان، برنامه‌های تلویزیونی و سایر دست‌اندرکاران سینما و تلویزیون ارائه می‌دهد.
این وبگاه در فوریه ۲۰۰۶ توسط «سازمان بایگانی فیلم‌های کره‌ای» راه‌اندازی شد و ایدهٔ ایجاد آن از بانک اطلاعات اینترنتی فیلم‌ها گرفته شده است. این وبسایت، همگانی و عمومی است.